# Анарион (сеть салонов сотовой связи)
«Анарион» — бывшая сеть салонов сотовой связи и цифровой электроники, основанная в 1994 году. Основные направления деятельности компании — розничная и оптовая торговля средствами связи, цифровой фототехникой, аксессуарами и услугами сотовых операторов. По оценке Forbes, в 2003 году входила в число 200 крупнейших непубличных промышленных и торговых компаний в России.
Основана в Москве в 1994 году. В 2004 году торговая сеть компании насчитывала около 140 салонов в Москве, Перми, Казани, Воронеже. В Москве из них было расположено 130. Большая часть салонов располагалась торговых центрах и универсамах. В 2006 году приобретена компанией Цифроград.